# 大規長根
大規長根（おおつきながね）は、秋田県鹿角郡小坂町にある山である。

## 概要
標高598.8m。古遠部川流域（米代川支流小坂川水系）にある。

## エピソード
大規長根のある古遠部川流域は昔、天然の秋田スギに覆われていたが、酒樽などに使用されたため、だんだんと姿を消した。
江戸時代、秋田スギの丸太を数10cmの長さに切って割り、柾（樽丸とも）にしたものを、米代川を舟で下って能代港から北前船で大坂へ運んで樽に加工し、酒を詰めて東海道を通り江戸へ輸送した。大坂で詰めた酒は江戸に着く頃、秋田スギのほのかな香りを帯びてほどよく熟成し、江戸っ子たちの賞賛を浴びたという。